# Mihai Ioan Botez
Mihai Ioan Botez (29 juin 1927, Ploiești/Roumanie - 2 juin 1998, Montréal) professeur titulaire de neurologie à la faculté de médecine de l'Université de Montréal, docteur honoris causa de l'Université Carol Davila, à Bucarest en Roumanie.

## Biographie
Né le 29 juin 1927 à Ploiești en Roumanie, Mihai Botez avait obtenu son doctorat puis sa licence en médecine à Bucarest avant de compléter un Ph.D. dont la thèse s'intitulait L'aphasie dans les processus expansifs intracrâniens.
Dès ce moment, le Dr Botez acquiert une solide réputation de clinicien et de chercheur dans les domaines de la neurophysiologie et de la neuropsychologie clinique et expérimentale. Sa renommée franchit rapidement les frontières de son pays natal et, de 1967 à 1969, ses enseignements post-gradués le conduisent en France, en Grande-Bretagne et aux États-Unis. Médecin des hôpitaux de Bucarest, il doit tout abandonner et quitter son pays en raison de la situation politique. Francophile, Botez s'oriente vers Montréal en 1970 pour poursuivre ses travaux, fasciné par cette science relativement nouvelle qu'est alors la neurologie de comportement et par la neuropsychologie. En 1971, il devient associé de recherche, puis, de 1974 à 1986, directeur du laboratoire de neuropsychologie de l'Institut de recherches cliniques de Montréal. Professeur titulaire de clinique neurologique au département de médecine de la Faculté en 1972, il assume les fonctions de chef du service de neurologie à l'Hôtel Dieu de Montréal en 1979.
En 1986, il est directeur de l'unité de neurologie du comportement, neurobiologie et neuropsychologie du centre de recherche en sciences neurologiques du département de physiologie de l'Université de Montréal. En 1992, il devient professeur associé au département de psychologie à la Faculté des arts et des sciences de la même Université.
Travailleur acharné, il a combattu avec courage la maladie qui devait le séparer le 2 juin 1998 de sa famille, de ses amis, collègues et patients.

## Œuvre
On retrouve dans l'œuvre scientifique de Botez plus d'une trentaine de chapitres de livres publiés par les plus prestigieuses maisons d'édition ; soulignons surtout la Neuropsychologie clinique et neurologie du comportement, publiée conjointement en 1987 par les Presses de l'Université de Montréal et Masson à Paris. Cet ouvrage devient rapidement, auprès des maisons d'enseignement, des étudiants, des stagiaires et des résidents, une référence si importante qu'en 1995 on demande une deuxième édition entièrement révisée, préfacée par le professeur de neurologie Martin L. Albert, de l'University Medical School de Boston.
Reconnu par la communauté internationale, Mihai Ioan Botez a vu ses travaux abondamment cités chaque année, il a été invité à écrire des chapitres de livres, d'encyclopédies, dont deux chapitres dans le réputé Handbook of Clinical Neurology'.